# 索恩河谷

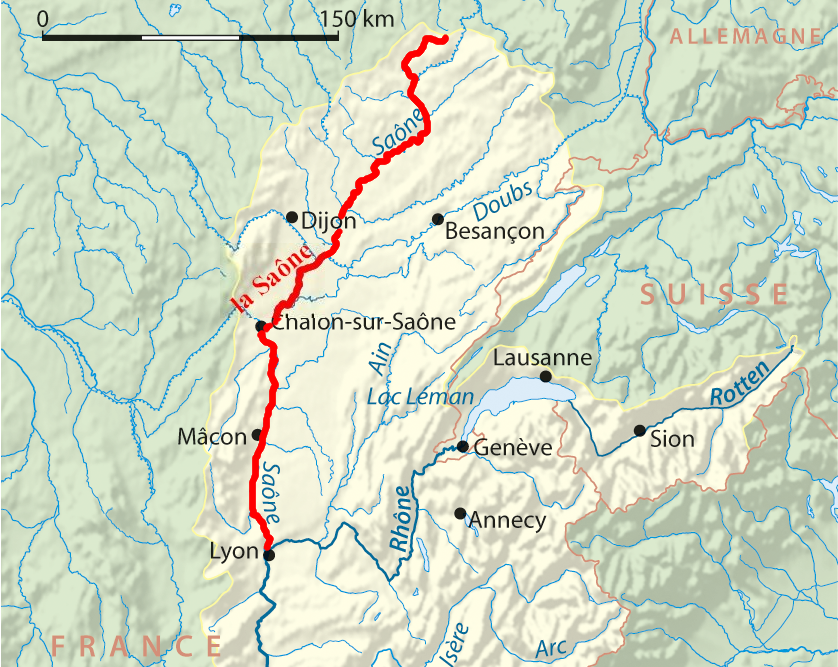
索恩河流域路线图

索恩河谷（法語：Val de Saône）是法国的一个小型地区，坐落于五个省中：安省、科多尔省、上索恩省、罗讷省以及位于索恩河盆地的索恩-卢瓦尔省。